# Maśluchy (Natura 2000)
Maśluchy (kod PLH060105) – specjalny obszar ochrony siedlisk sieci Natura 2000, zlokalizowany na terenie województwa lubelskiego.
Obszar obejmuje powierzchnię 91,57 ha. Teren wyznaczony został w celu długotrwałego zabezpieczenia naturalnych siedlisk życia, jakimi są górskie i niżowe murawy bliźniczkowe (Nardion – płaty bogate florystycznie).